# رالف گریوز
رالف گریوز (انگلیسی: Ralph Graves؛ ‏ ۲۳ ژانویهٔ ۱۹۰۰ – ۱۸ فوریهٔ ۱۹۷۷) کارگردان فیلم، بازیگر و فیلم‌نامه‌نویس اهل ایالات متحده آمریکا بود.
از فیلم‌هایی که وی در آن نقش داشته‌است، می‌توان به کشتی هوایی، زنان آسوده‌خاطر، پرواز، بهشت مجردها، غواصان جهنم، کسی در خانه نیست و زیردریایی اشاره کرد.